# Yrjö Blomstedt
Pour les articles homonymes, voir Blomstedt.
Yrjö Oskari Blomstedt (né le 9 mars 1871 à Helsinki — décédé le 6 décembre 1912 à Jyväskylä) est un architecte et ethnologue finlandais.

## Biographie
En 1894, Yrjö Blomstedt reçoit son diplôme d'architecte de l'Ecole technique supérieure d'Helsinki. Puis il suit un séminaire à Sortavala pour devenir enseignant en travaux manuels.  
À partir de 1896, Blomstedt enseigne le dessin, les travaux manuels et la géographie à Rauma. En 1898, il s'installe à Jyväskylä et y enseigne le dessin, les travaux manuels et la géographie. Il suit les enseignements de Uno Cygnaeus pour élargir ses compétences professionnelles. 
Comme architecte, Yrjö Blomstedt conçoit de nombreux bâtiments de style Jugend qui donneront son aspect à la ville de Jyväskylä en plein développement. Il est le porte parole pour un plan d'urbanisation de la ville moins uniforme. Il souhaite que le développement de la ville aille plus vers une architecture du romantisme national, avec un maillage plus irrégulier, des placettes et des parcs.
Il cherche à utiliser les formes d'architectures traditionnelles et ses recherches influenceront la naissance du style d'architecture romantique nationale.
Il fait plusieurs voyages d'études en Carélie pour y chercher une inspiration dans le carélianisme afin de renouveler son style. Ainsi, en 1894, avec Victor Sucksdorff il entreprend un voyage d'études en Carélie en 1894 et il publie en  1901 une étude sur les bâtiments et les formes décoratives de Carélie.
Avec l'artiste Akseli Gallen-Kallela, Yrjö Blomstedt fait transférer en 1909 la fermette Niemelä de Konginkangas vers l'île de Seurasaari pour en faire le musée de plein air de Seurasaari. Ainsi il influencera la naissance sur cette île d'Helsinki d'un musée à ciel ouvert.
En 1899, Yrjö Blomstedt épouse Paula Lovisa Forsmanin. Leurs fils sont les architectes Aulis Blomstedt et Pauli Blomstedt ainsi que le chef d'orchestre Jussi Jalas.
Une collection de dessins originaux de Yrjö Blomstedt est visible au Musée de l'architecture finlandaise.

## Ouvrages
- Villa Rana, 1905
- Église d'Uurainen, 1905
- Grange de séchage de Taavettila, 1900

## Écrits
- (fi) Jalmar Castrén, Yrjö Blomstedt et Rafael Hertzberg, Sampo: Dramatiserad framställning af Sampo-myten, Helsingfors, 1894.
- (fi) Yrjö Blomstedt, Victor Sucksdorff, Suomen muinaismuistoyhdistys: Karjalaisia rakennuksia ja koristemuotoja. Jälkimmäinen osa, Otava, 1900.
- (fi) Yrjö Blomstedt et Victor Sucksdorff, Suomen muinaismuistoyhdistys: Karjalaisia rakennuksia ja koristemuotoja keskisestä Venäjän Karjalasta. Edellinen osa: Selittelevä kansatieteellinen tutkimus keskisestä Venäjän-Karjalasta, Otava, 1901.
- (fi) Miten käsityöopetuksessa ja kansan käsiteollisuudessa muoto- ja kauno-aistia on kehitettävä, Helsinki, 1901.
- (fi) Mitenkä yhteistoiminnan kautta käsiteollisuutta ja kotityötaitoa maaseuduilla olisi kehitettävä, Helsinki, Yrjö Weilin, 1903.
- (fi) Käsitöiden merkityksestä kansan taloudessa. Kyläläisten kirjasia n:o 50., WSOY, 1904.
- (fi) Jyväskylän uusi asema-kaava ja ehdotuksia sen uudestaan järjestämiseksi: Esitelmä viime vuonna eräässä paikkakunnan teknillisiä asioita harrastavain henkilöiden kokouksessa, Jyväskylä, Jyväskylän teknillinen yhdistys, 1905.
- (fi) Yrjö Blomstedt, A. Kohonen., Seminaarien ja kansakoulujen piirustusopetus: 34 kuvataulua opettajien ohjeeksi, Otava, 1908.
- (fi) Kasvatuksen kehityskulku. Uno Cygnaeus muistolle 19 12/10 10 runoellut Y. B., Jyväskylä, Tekijä, 1910.
- (fi) Uno Cygnaeuksen työkasvatusaatteen muistoksi., Jyväskylä, Tekijä, 1910.
- (fi) Arvid Kuha et Yrjö Blomstedt., Näkökohtia Jyväskylän yliopistokysymyksessä, Jyväskylä, 1911.
- (fi) Yrjö Blomstedt, Edvin Hämäläinen et Väinö Valorinta, Maalaiskansakoulun kuvaanto- ja käsityösarjat. Edellinen osa 1-5, Maalais-, leppä-, luonnon-, veisto- ja metallisarjat, WSOY, 1913.
- (fi) Maalaiskansakoulun kuvaanto- ja käsityösarjat. Jälkimäinen osa 6-8a, 8b, Paperi- ja pahvityö-, muovailu- ja kuvaantosarjat, WSOY 1913